# Denys Jakowlew
Denys Jakowlew (ukr. Денис Яковлєв; ur. 29 marca 1986 w Charkowie) – ukraiński koszykarz, posiadający także amerykańskie obywatelstwo, występujący na pozycji skrzydłowego, obecnie zawodnik łotewskiego BK Windawa.
5 stycznia 2016 roku trafił do Śląska Wrocław. 28 lipca 2016 podpisał umowę z PGE Turowem Zgorzelec. 22 sierpnia 2017 skorzystał z przysługującej mu opcji rozwiązania kontraktu.
4 września 2017 został zawodnikiem włoskiego Betaland Capo d'Orlando. 18 lutego 2018 opuścił klub. 10 dni później podpisał umowę z łotewskim BK Ventspils.

## Osiągnięcia
College
- Mistrz[7]:
  - turnieju konferencji Western Athletic NCAA (2006)
  - sezonu zasadniczego konferencji WAC NCAA (2006, 2007)
- MVP Iowa Community College Athletic Conference (2005)[8]
- Zaliczony do[8]:
  - I składu:
    - ICCAC
    - NJCAA All-Region (2005)

  - II składu:
    - National Junior College Association Division II All-America
    - NJCAA All-Region (2004)

Drużynowe
- Mistrz Ukrainy (2011)[9]
- Wicemistrz Ukrainy (2010)
- Zdobywca Pucharu Ukrainy (2009)[9]
- Finalista[7]:
  - Pucharu Ukrainy (2014)
  - Superpucharu Polski (2014)
- Uczestnik rozgrywek[10]:
  - EuroChallenge (2011/12)
  - Eurocup (2010/11, 2015/16)
  - VTB (2013/14)

Indywidualne
- MVP[10]:
  - miesiąca ligi ukraińskiej (marzec 2013)
  - kolejki ligi ukraińskiej (4, 6, 10 – 2011/12)
- Uczestnik ukraińskiego meczu gwiazd (2012)[9]